# Jordan Lukaku
Jordan Zacharie Lukaku Menama Mokelenge (ur. 25 lipca 1994 w Antwerpii) – belgijski piłkarz kongijskiego pochodzenia występujący na pozycji obrońcy w tureckim klubie Adanaspor oraz w reprezentacji Belgii. Jest synem Rogera Lukaku, byłego reprezentanta Zairu, oraz bratem Romelu Lukaku, reprezentanta Belgii.

## Kariera klubowa
Karierę piłkarską Lukaku rozpoczął w klubie Rupel Boom FC. Następnie trenował w juniorach takich klubów jak: Lierse SK i KFC Wintam. Z kolei w 2008 roku podjął treningi w szkółce Anderlechtu. W 2011 roku awansował do kadry pierwszej drużyny Anderlechtu. 21 marca 2012 roku zadebiutował w pierwszej lidze belgijskiej w zwycięskim 2:1 domowym meczu z SV Zulte Waregem, gdy w 55. minucie tego meczu zmienił Behranga Safariego. W sezonie 2011/2012 rozegrał 6 meczów ligowych, a Anderlecht wywalczył tytuł mistrza Belgii. W 2013 roku został wypożyczony do KV Oostende, a w 2014 roku przeszedł na stałe do tego klubu. Następnie został wykupiony przez S.S. Lazio Rzym z którym zdobył Superpuchar Włoch w 2017 roku oraz Puchar Włoch w sezonie 2018/2019.

## Kariera reprezentacyjna
Lukaku jest reprezentantem Belgii U-21. Grał również w kadrze U-15, U-16, U-18 i U-19. 10 października 2015 zadebiutował w dorosłej reprezentacji w wygranym 4:1 meczu eliminacji do Euro 2016 z Andorą.

## Statystyki kariery
(aktualne na dzień 15 maja 2019)
| Klub               | Sezon              | Liga               | Liga  | Liga   | Puchar kraju | Puchar kraju | Europa | Europa | Suma  | Suma   |
| Klub               | Sezon              | Liga               | Mecze | Bramki | Mecze        | Bramki       | Mecze  | Bramki | Mecze | Bramki |
| ------------------ | ------------------ | ------------------ | ----- | ------ | ------------ | ------------ | ------ | ------ | ----- | ------ |
| RSC Anderlecht     | 2011/12            | Eerste klasse      | 6     | 0      | 0            | 0            | 0      | 0      | 6     | 0      |
| RSC Anderlecht     | 2012/13            | Eerste klasse      | 0     | 0      | 0            | 0            | 0      | 0      | 0     | 0      |
| RSC Anderlecht     | 2013/14            | Eerste klasse      | 2     | 0      | 1            | 0            | 0      | 0      | 3     | 0      |
| Oostende (wyp.)    | 2013/14            | Eerste klasse      | 16    | 0      | 3            | 0            | –      | –      | 19    | 0      |
| Oostende           | 2014/15            | Eerste klasse      | 29    | 0      | 1            | 0            | –      | –      | 30    | 0      |
| Oostende           | 2015/16            | Eerste klasse      | 34    | 3      | 0            | 0            | –      | –      | 34    | 3      |
| S.S. Lazio         | 2016/17            | Serie A            | 16    | 0      | 4            | 0            | –      | –      | 20    | 0      |
| S.S. Lazio         | 2017/18            | Serie A            | 30    | 1      | 4            | 0            | 8      | 0      | 42    | 1      |
| S.S. Lazio         | 2018/19            | Serie A            | 7     | 0      | 1            | 0            | 0      | 0      | 8     | 0      |
| Ogólnie w karierze | Ogólnie w karierze | Ogólnie w karierze | 140   | 4      | 14           | 0            | 8      | 0      | 162   | 4      |

## Sukcesy

### RSC Anderlecht Bruksela
- Mistrzostwo Belgii: 2011/2012, 2013/2014
- Superpuchar Belgii: 2013/2014

### S.S. Lazio Rzym
- Superpuchar Włoch: 2017
- Puchar Włoch: 2018/2019